# 石川紹喜
石川 紹喜（いしかわ つぐよし）は江戸時代の武士・地下官人。

## 概要
『地下家伝』では石川紹治の子とされるが、『御内儀侍中家譜』では石川紹喬の孫、紹栄の子である石川紹庸の養子で坪田脩貞の実子とされる。通称は友次郎であったが、寛政元年（1789年）9月14日に左近へと改名した。寛政元年（1789年）11月15日に番代使番に、文化3年（1806年）5月16日には御壺召次に任じられ、同月25日には従六位下・右衛門大志に叙任された。同14年（1817年）2月24日には番頭、翌年1月8日には洞中の修理職の常加勢となった文政7年（1824年）6月20日には従六位上・左衛門権大尉に叙任され、天保4年（1833年）11月27日に正六位上に叙された。
娘の千佐は近衛忠房の側室となり津軽英麿を産んだ。